# Il pastor fido (Salieri)
Il pastor fido (1789) ist ein Dramma tragicomico in vier bzw. drei Akten von Antonio Salieri auf einen Text von Lorenzo Da Ponte nach einer Pastorale von Giovanni Battista Guarini, dessen Uraufführung am 11. Februar 1789 im Wiener Burgtheater stattfand.
Nach nur drei Vorstellungen wurde das Stück aufgrund dramaturgischer Unzulänglichkeiten abgesetzt und am 14. Oktober desselben Jahres, in einer revidierten Version in drei Akten, erneut auf die Bühne gebracht.
Die Rolle der Amarilli war mit Adriana Ferrarese del Bene besetzt und dementsprechend dramatisch angelegt. Besonders hervorzuheben sind die Arien „Ah, con chi parlo“ (im ersten Akt), „Deh perdona, amato bene“ (im dritten Akt) und „A che dunque, eterni Dei“ (im vierten Akt), die ein Zeugnis der großen stimmlichen Fähigkeiten Adriana Ferrarese del Benes ablegen.
Auffällig ist weiterhin die Ouvertüre, die nicht ganz zum Rest der Oper zu passen scheint – Salieri hat sie ohne Veränderungen aus der drei Jahre zuvor entstandenen Oper Prima la musica e poi le parole entnommen.